# 安土結
安土 結（あづち ゆい、1993年8月8日 - ）は、日本のAV女優。埼玉県出身。ティーパワーズ所属。
身長:150cm。スリーサイズ:B83(C65)・W59・H83cm。血液型:O型。趣味:料理・手芸。特技:ルービックキューブ。

## 略歴・人物
2013年7月、アダルトビデオメーカー・kawaii*の専属女優としてAVデビュー。

## 出演作品

### アダルトDVD
2013年
- 新人! kawaii*専属デビュ→ スタア誕生★追憶の美少女（7月25日、kawaii*）※デビュー作
- ゆいにゃん（4）本番すぺしゃる!（8月25日、kawaii*）
- 声に出すと恥ずかしい 言わされ淫語セックchu♥（9月25日、kawaii*）
- kawaii*×E-BODY×kira☆kira×Madonna×ATTACKERS 5メーカーコラボ作品第3弾! 秘湯 淫華温泉 媚薬に溺れる女学生（10月25日、kawaii*）共演:尾上若葉、愛須心亜、葵こはる、木村つな
- 催眠SEX 美少女の隠し切れないエッチな本性（11月25日、kawaii*）
- 痴漢に狙われた女子校生（12月25日、kawaii*）

2014年
- はじめての真性中出し（2月13日、MOODYZ）
- ROOKIE×E-BODY×kira☆kira×kawaii*×Madonna×ATTACKERS 6メーカーコラボ作品 第6弾! 秘湯 淫華温泉【完全版+α】 豪華!!人気女優総勢18名×28P淫乱大乱交SP!!（2月19日、ROOKIE）共演:翔田千里、椎名まりな、澤村レイコ、愛田奈々、秋野千尋、葵こはる、木村つな、愛須心亜、尾上若葉、さくら悠、芹沢つむぎ、北乃ちか、友田彩也香、桜井あゆ、神川ひな、西條るり、小早川怜子
- 中年オジサン×美少女 唾液・接吻ダラダラ濃密性交（3月13日、MOODYZ）
- すっごい量の一発顔射（4月13日、MOODYZ）
- 結にゃん全作コンプリートだょ★ 安土結 8時間special（4月25日、kawaii*）※総集編
- 女子校生レイプ輪姦（5月13日、MOODYZ）
- 女子校生監禁凌辱 鬼畜輪姦 114（10月7日、アタッカーズ）
- お父さんには言えない… いいなり女子校生の涙（11月7日、アタッカーズ）
- 女子校生 フェチ実験補習（12月7日、アタッカーズ）